# Вильегас Кордеро, Хосе
Хосе́ Вилье́гас Корде́ро (исп. José Villegas Cordero; 26 августа 1844, Севилья — 10 ноября 1921, Мадрид) — испанский художник, педагог и музейный деятель.

## Биография
Хосе Вильегас Кордеро родился 26 августа 1844 года в городе Севилье в семье владельца парикмахерской. Его родители довольно скептически относились к увлечению живописью, но когда в шестнадцатилетнем возрасте Хосе продал одну из своих работ на «Севильской выставке» за 2000 реалов, семья изменила своё отношение к искусству. Юноша поступил в ученики к художнику Хосе Марии Ромеро Лопесу и оставался при нём около двух лет, прежде чем поступить в Королевскую академию изящных искусств Святой Елизаветы Венгерской, где он учился у Эдуардо Кано де ла Пенья. Также среди его наставников был Самакоис.
В 1867 году он отправился в Мадрид, где нашел работу в студии Федерико де Мадрасо. Находясь там, он проводил время в музее Прадо, копируя работы Веласкеса, чтобы усовершенствовать свою технику. Наконец, вдохновленный работами художника-востоковеда Мариано Фортуни, он совершил путешествие в Марокко.

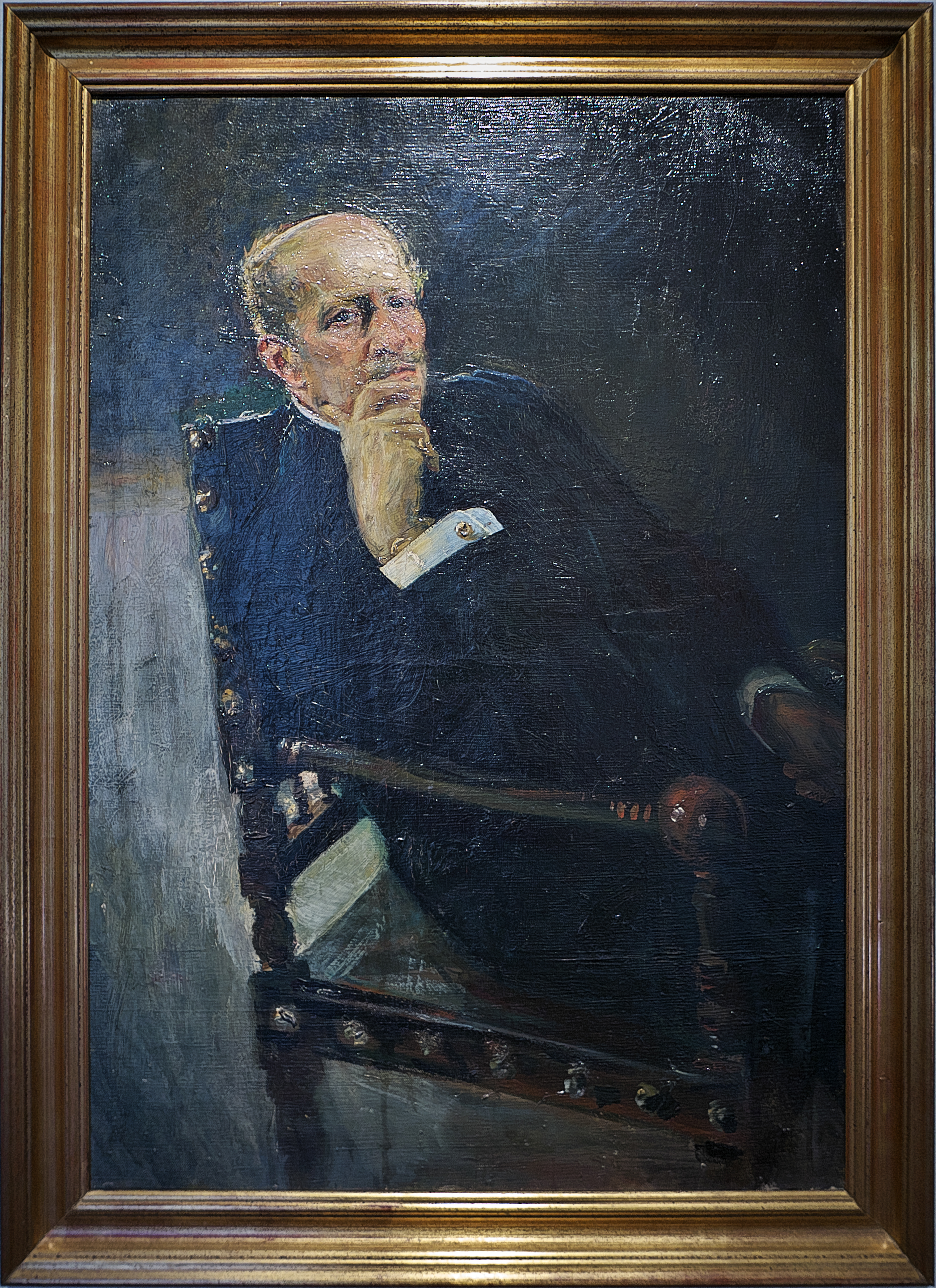
Хосе Вильегас Кордеро (автопортрет)

Ближе к концу 1868 года, при финансовой поддержке своей семьи, он решил посетить Рим со своими друзьями и провёл некоторое время в мастерской Эдуардо Росалеса. Именно там он создал свои первые костюмбристские работы, которые оказались очень популярными. Он также начал рисовать ориенталистские сцены на основе многочисленных набросков, которые он привёз из Марокко. Мода на такие картины вскоре достигла своего апогея и это очень помогло Вильегасу Кордеро в материальном отношении.
После 1877 года Хосе Вильегас Кордеро часто жил в Венеции и создавал работы, призванные заинтересовать богатых американских покупателей. К 1887 году он смог построить дом, который спроектировал сам; вскоре его дом стал местом сбора высшего общества. Он также стал брать небольшое количество учеников.
В 1896 году утонул, упав с лодки на Гвадалквивире, его младший брат живописец Рикардо Вильегас Кордеро. Это повергло его в депрессию, и он начал писать произведения религиозного характера.
В 1898 году он был назначен директором «Испанской академии изящных искусств в Риме».

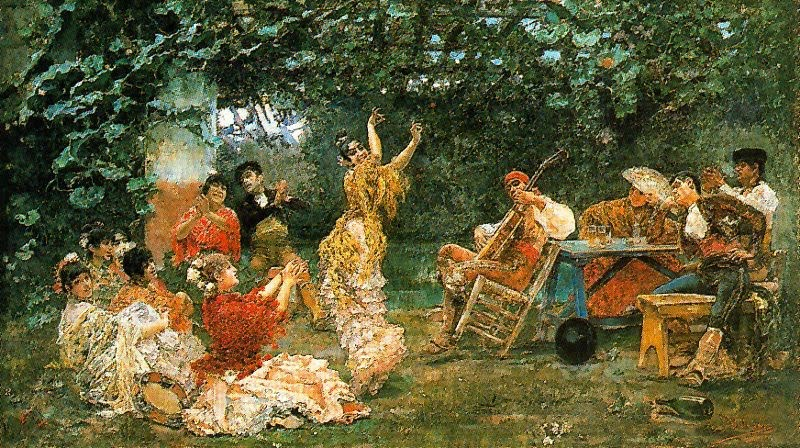
Андалузский танец

В 1901 году он принял предложение занять пост директора музея Прадо и, покинув свою студию в Риме, возвратился в Мадрид. Он прослужил в этой должности до 1918 года и руководил крупной реорганизацией музея. За это время Вильегас Кордеро заработал новую репутацию художника-портретиста. Он ушёл в отставку из-за скандала, вызванного кражей драгоценностей одним из охранников музея.
Из его произведений наиболее известны следующие: «Крестины в Севилье», «Последнее свидание Филиппа II с доном Хуаном Австрийским», «Сьеста», «Триумф догарессы Фоскари», «Военный совет», «Последние минуты тореадора».
Хосе Вильегас Кордеро умер 9 ноября 1921/2 года в городе Мадриде.
Заслуги художника были отмечены Большим крестом ордена Альфонса XII.